# Киргисуль
Киргисуль — деревня в Шарыповском районе Красноярского края России. Основана в 1917 году под названием Усть-Еловка, т.к. находится в устье ручья Еловый, левый приток р. Киргисуль. Позднее переименована в Усть-Киргисуль, т.к. расположена около устья р. Киргисуль, правый приток р. Урюп. Входит в состав Ивановского сельсовета.

## География
Деревня расположена в 55 км к западу от районного центра Шарыпово.

## Население
| 2010 |
| ---- |
| 5    |

Гендерный состав
По данным Всероссийской переписи населения 2010 года 2 мужчины и 3 женщины из 5 чел.